# Mirza Nazim al-Dawla Malkom Khan
Mirza Nazim al-Dawla Malkom Khan (Esfahan, 1833 - 1908) fou un periodista i diplomàtic persa, partidari de l'occidentalització. D'origen armeni poc després de néixer el seu pare es va fer musulmà, però ni pare ni fill van creure mai en l'islam. El 1850 va entrar al servei del govern i va obtenir càrrecs diplomàtics menors. El 1857 va crear una lògia francmaçònica a Teheran que fou dissolta el 1861 per Nadir al-Din Shah i Malkom fou desterrat a l'Iraq i després a Istanbul on va conèixer a Mirza Husayn Khan que era ambaixador persa, i va entrar al seu servei. El 1871 Mirza Husayn fou cridat a Teheran i nomenat primer ministre i va cridar aviat a Malkom (1872) com a assessor. Va participar en les reformes, i va intentar atreure capital europeu, sobretot anglès, pel desenvolupament del país, i per fer front a la influència russa; favorable a les concessions es va veure embolicat a l'afer de la concessió Reuters i per aquest afer el 1873 fou enviat com a diplomàtic a Londres on va restar 16 anys. El 1888 va obtenir la concessió d'una loteria nacional, que després li fou revocada, però abans de saber-se la va vendre a uns inversors europeus als que va enganyar. Com a diplomàtic no se'l va poder jutjar però va perdre el càrrec (1889). En revenja va publicar un diari anomenat Kanum (la llei) que atacava despietadament al govern. Després de l'assassinat de Nasir al-Din Shah el 1896, va canviar les insufles revolucionaries per una posició moderada i va aconseguir ser nomenat ambaixador a Roma on va restar fins a la seva mort el juliol de 1908 si bé ja no va participar en la política fora del seu càrrec diplomàtic.